# 德木·旺久多吉
德木·旺久多吉（藏語：དབང་ཕྱུག་རྡོ་རྗེ་，威利转写：dbang phyug rdo rje，1949年—），藏族，西藏拉萨人，中华人民共和国摄影家，十世德木活佛的次子。

## 生平
旺久多吉生于1949年。他母亲后来推断称，旺久多吉大约出生在1949年12月。旺久多吉的父亲十世德木活佛生于工布鲁定地方，即今工布江达县的阿沛村，父系是大贵族阿沛家族。旺久多吉的母亲来自朗顿家族，旺久多吉称，“朗顿是十三世达赖的侄子，我奶奶是十三世达赖的阿姨”。旺久多吉家的许多亲戚都是贵族，其中还包括吐蕃王朝的公认后裔拉加里法王家族。
1950年，8.4级地震摧毁了十世德木活佛位于林芝的鲁朗附近的德木寺。1951年，中國人民解放軍佔領西藏。1952年，西藏噶厦同意十世德木活佛前往修复德木寺。约1952年初，十世德木活佛带着2岁的旺久多吉及其刚出生不久的弟弟赴林芝。“爸爸把弟弟装在一个通风的筐里放在马上。”旺久多吉回忆道，“我当时只有两岁，不能放在筐里，也不能骑马。父亲就在马鞍子的前面各做一个木叉，两边围上牛皮，然后用一个不丹出产的很宽的布把我捆在马上。”旺久多吉说，他当时戴着一个风镜骑在马背上，旅途中依稀记得见到了中国人民解放军的帐篷。
1952年，旺久多吉虚岁4岁时，策墨林的几名喇嘛来到德木活佛家，对德木活佛说他的次子旺久多吉被认定为第四世策墨林活佛的转世灵童。这些喇嘛们当时还在德木活佛家的院子里搭建了帐篷，要为寻访转世灵童进行一系列占卜。但德木活佛拒绝了他们的要求。德木活佛认为，许多活佛家里出了很多转世灵童，此为可耻的作弊。旺久多吉的哥哥阿旺格列当时已被认定为活佛转世灵童，德木活佛不想让次子也如此，于是德木活佛全家试图将这次来寻找转世灵童的喇嘛引到他处。但是最后呈给达赖的三位灵童候选人的名单中，旺久多吉仍排在第一位。旺久多吉的父亲德木活佛不得不出下策，将家中自印度购买的一架稀罕且时髦的铁梯送给了达赖的家人。于是最终旺久多吉没有成为转世灵童，一辈子都是俗人。
旺久多吉被记者问道：“如果没有你父亲的干涉，今天的策墨林也许不是如今的策墨林·丹增赤列，而是策墨林·旺久多吉。你是否遗憾？”旺久多吉回答：“我很幸运我父亲这么做，因为我喜欢这种自由的生活。”
1969年10月，旺久多吉等一批拉萨中学的学生响应毛泽东号召，下乡接受贫下中农再教育。在临行之时，长期卧病在床的父亲对旺久多吉说：“你就去吧，共产党把西藏的贫富距离拉小了，这是吐蕃法王阿达赤热巴巾试了三次都没有办法做到的，共产党真的是很伟大。你们到了乡下可以了解农民，可以学会粮食是怎么种出来的，对你们的将来有好处。”
后来，旺久多吉成为西藏摄影家协会副会长。旺久多吉说，一直有人要他领头寻找父亲的转世灵童，但他觉得自己不适合做此事。他一直忙于修复德木寺。1990年代，旺久多吉重新发起修建德木寺，西藏自治区民族宗教委员会1987年拨给8万元人民币，1991年这笔资金终于落实到德木寺，1994年修好了德木寺的主殿。
2005年，他出版了《慧眼照雪域》一书，讲述了他父亲和他的故事，并收入了父亲和他拍摄的照片。2009年时，他正在担任西藏自治区政协委员、西藏摄影家协会主席。

## 著作
- 德木·旺久多吉，慧眼照雪域：父子摄影师眼中的西藏（1925－2005），北京：中国藏学出版社，2005年